# Smoniowice
Smoniowice – wieś w Polsce położona w województwie małopolskim, w powiecie proszowickim, w gminie Radziemice.
Wieś dóbr prestymonialnych kapituły katedralnej krakowskiej w powiecie proszowickim województwa krakowskiego w końcu XVI wieku.
W latach 1954–1961 wieś należała i była siedzibą władz gromady Smoniowice, po jej zniesieniu w gromadzie Przemęczany. W latach 1975–1998 miejscowość administracyjnie należała do województwa krakowskiego.

Integralna część miejscowości: Zarzecze.
Miejscowość znajduje się na odnowionej trasie Małopolskiej Drogi św. Jakuba z Sandomierza do Tyńca, która to jest odzwierciedleniem dawnej średniowiecznej drogi do Santiago de Compostela.